# St. Xavier (Montana)
St. Xavier é uma Região censo-designada localizada no estado americano de Montana, no Condado de Big Horn.

## Demografia
Segundo o censo americano de 2000, a sua população era de 67 habitantes.

## Geografia
De acordo com o United States Census Bureau tem uma área de
14,6 km², dos quais 14,5 km² cobertos por terra e 0,1 km² cobertos por água.

## Localidades na vizinhança
O diagrama seguinte representa as localidades num raio de 48 km ao redor de St. Xavier.